# Batalha de Otlukbeli
A Batalha de Otlukbeli ou Otluk Beli foi travada entre os Aq Qoyunlu e o Império Otomano em 11 de agosto de 1473.

## Contexto
No outono de 1463, a República de Veneza abriu negociações com Uzun Hasan. Em 1464, Uzun Hasan interveio nos assuntos da Anatólia central. Embora Mehmed tenha ocupado Caramano em 1468, não conseguiu subjugar várias tribos turcomanas que viviam nas montanhas que se estendiam até a costa do Mediterrâneo. Essas tribos não foram dominadas nos cinquenta anos seguintes e, de tempos em tempos, rebelaram-se em torno de pretendentes ao trono dos Caramanidas. Após a ocupação otomana de Caramano, Uzun Hasan adotou uma política mais agressiva. Em 1471, o problema de Caramano tornou-se uma séria ameaça ao poder otomano. Uzun Hasan formou aliança com os venezianos e estabeleceu contatos com os Cavaleiros de Rodes, o Reino de Chipre e o Bei de Alaiye. Ele também pretendia estabelecer contato direto com Veneza marchando pela costa mediterrânea através das Montanhas Taurus, então controladas pelas tribos turcomanas. Embora alguns navios venezianos tenham desembarcado na costa, não encontraram os homens de Uzun Hasan. Em 1472, uma frota cruzada atacou as costas otomanas. Uzun Hasan, com forças caramanidas, expulsou os otomanos de Caramano e marchou sobre Bursa. No entanto, Mehmed repeliu a invasão e formou um exército de 70 mil homens. Além de seu exército regular, ele contava com mercenários de seus súditos muçulmanos e cristãos.

## Cartas e desdobramentos
Nesse momento, quando começaram os preparativos de guerra, Uzun Hasan aumentou sua ousadia e enviou uma carta aos otomanos, pedindo que lhe fossem entregues Capadócia e Trebizonda. Em resposta, em uma carta enviada pelo sultão a Uzun Hasan:
Antes disso, você foi salvo de minha ira a pedido de sua mãe. Aceitamos que você havia encontrado o caminho certo e o perdoamos. No entanto, é proibido para um turcomano incrédulo como você reivindicar sultanato e independência em meu tempo. Foi porque ignoramos o orgulho e a grandeza que você demonstrou em sua própria terra, e até mesmo todo o seu poder e entusiasmo, que você superou alguns como você pela violência. Apesar disso, sabemos que você torturou pessoas, esquecendo minha autoridade e vivendo confortavelmente sob minha justa vontade, enviando soldados para Tokat e depois para os territórios de Caramano. Por isso, decidimos avançar na primavera deste ano para matá-lo e destruir seu país. Perdoá-lo definitivamente não é considerado. Não se esforce em vão. Você acha que destruir províncias é sultanato? Nossa espada deve ser tingida com sangue em seu peito porque você violou nossas terras sem hesitação ou medo. Venha para o campo se for corajoso. Não fuja de um buraco para outro como uma mulher, faça seus preparativos e não diga que não foi avisado.

## Marcha e batalha

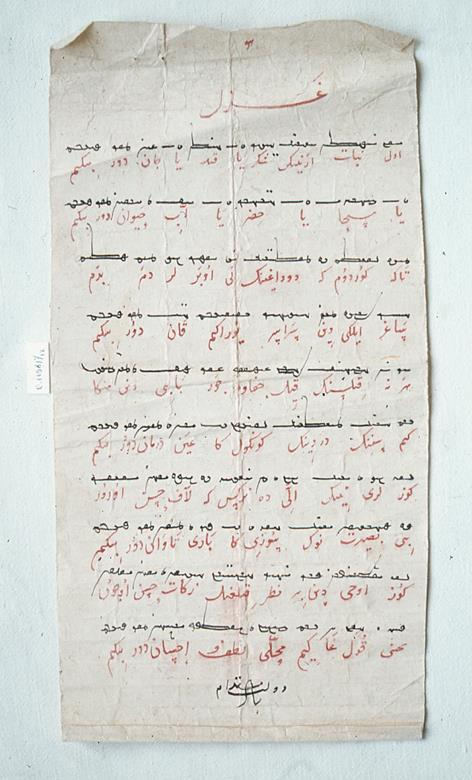
Fetihname bilíngue (otomano e chagatai) de Mehmed, o Conquistador, após a batalha

Os preparativos para a guerra começaram em todas as províncias do Império Otomano. Os otomanos, que passaram o outono e o inverno de 1472 se preparando, decidiram por Bursa Yenişehir como ponto de reunião do exército principal. As forças reunidas na Rumélia passaram para a Anatólia por Galípoli. Assim que a concentração foi concluída, o sultão partiu à frente de suas forças em Istambul e chegou a Yenişehir em 11 de abril de 1473. O governador de Caramano, príncipe Mustafa, e o governador de Amasya, príncipe Bayezid, juntaram-se ao exército com suas forças. Dessa forma, o exército otomano atingiu 85 mil homens.
A chegada do exército a Sivas causou grande satisfação entre a população local. Mas, a partir daí, a marcha tornou-se difícil, pois o exército entrou em um terreno montanhoso e íngreme. Ao atravessar as altas montanhas, o exército otomano foi surpreendido por uma tempestade de neve.
Mesmo após mais de 40 dias de marcha, não havia notícias de Uzun Hasan. No entanto, forças deste atacaram saqueadores turcos em Niksar. O exército otomano, repelindo-os, chegou a Koyulhisar e Şebinkarahisar, cujos habitantes haviam fugido para as montanhas, e, após alguns saques na região, prosseguiu até Erzincan. Lá, encontraram uma força de 5 mil homens de Uzun Hasan, que foi derrotada por igual número de otomanos sob comando de Turahanoğlu Ömer Bey. Em Tercan, muitos refugiados nas montanhas se renderam aos otomanos, que tomaram despojos e prisioneiros.
Enquanto o exército otomano avançava para leste seguindo o Eufrates, forças de Uzun Hasan surgiram na margem oposta. Em alguns pontos, o rio se alargava formando áreas arenosas; o acampamento otomano foi instalado em uma delas, prevendo que o inimigo tentaria atravessar ali.
Os otomanos decidiram atravessar imediatamente. Has Murat Pasha seria o primeiro, acompanhado por Mahmud Pasha. No entanto, ocorreu um desentendimento: Uzun Hasan simulou retirada, e Mahmud Pasha suspeitou de armadilha, ordenando que Murat Pasha permanecesse. Este, contudo, avançou imprudentemente, caindo em emboscada. Mesmo cercado, resistiu por três horas, o que foi considerado grande vitória para os Aq Qoyunlu, pois abalou o moral otomano.
Após o episódio, Uzun Hasan desapareceu novamente. Mehmed então seguiu para Bayburt e, após seis dias, alcançou em 11 de agosto de 1473 a região de “Três Bocas” perto de Tercan. O terreno era estreito e íngreme, obrigando-os a acampar. Ao meio-dia, tropas sob comando de Gâvur İshak apareceram na colina de Otlukbeli. Davud Pasha foi encarregado de enfrentá-las, apoiado por Mahmud Pasha. O combate se intensificou quando Zeynel Mirza, no flanco direito dos Aq Qoyunlu, atacou. Príncipe Mustafa chegou e investiu contra Zeynel, que foi morto e teve a cabeça enviada ao sultão. Com o colapso do flanco direito inimigo, as forças otomanas avançaram sobre Uzun Hasan. Uğurlu Mehmed, outro filho de Uzun Hasan, evitou combate direto e recuou, sendo contido por Bayezid. Ao ver o desastre, Uzun Hasan fugiu, deixando em seu lugar Pir Mehmed Bey, que foi capturado. A vitória otomana foi decisiva; a fuga inimiga se transformou em massacre, só interrompido pelo início do saque otomano.

## Consequências
Após a derrota de Uzun Hasan, Mehmed tomou Şebinkarahisar e consolidou seu domínio sobre a região. Dali, enviou várias cartas anunciando a vitória, incluindo uma incomum, em língua uigur, dirigida a turcomanos da Anatólia.
O decreto (yarlık) tinha 201 linhas e foi escrito por Şeyhzade Abdurrezak Bahşı em 30 de agosto de 1473:

Concluído quando Karahisar foi alcançado na data de 878, 5º dia do mês Rebiülahir, ano da Serpente.
Ibn Kemal declarou sobre a captura de Şebinkarahisar:

Na quarta-feira, 24 de agosto, nós, os otomanos, marchamos para Şebinkarahisar. Quando posicionamos os canhões e começamos a destruir as fortificações... (o governador) Dara Bey saiu, buscando rendição pacífica... Não removemos os habitantes existentes..., mas deixamos lá mil dos nossos homens com abundantes suprimentos.
Abu Bakr Tihrani escreveu no Kitab-i Diyarbakriyya:

Quando a área de Karahisar se tornou alojamento para inúmeros exércitos, Darab Beg-i Purnak, dono daquele castelo, refugiou-se nele. Os soldados de Rum (otomanos) cercaram o castelo. Darab Beg o rendeu por medo dos rumes.
Os otomanos praticamente destruíram o poder dos Aq Qoyunlu no Oriente. Posteriormente, eles seriam completamente aniquilados por Ismail I, fundador do Império Safávida. Essa vitória criou um novo inimigo para os otomanos no leste. A rivalidade entre os dois impérios terminou apenas com a queda da Dinastia Safávida no século XVIII.